# Шахдара
Шахдара је река у средњој Азији.
Шахдара извире на Памиру у Таџикистану, одакле тече према западу. Укупна дужина Шахдаре је 151 km. У долини реке - шуме. Река утиче у Хунд, а он - у Панџ.
Шахдара тече кроз село Рошткала.
Главне притоке Шахдаре су:
- Кок-беј
- Наспар
- Вранг